# Songhyeon-dong, Daegu
Songhyeon-dong (koreanska: 송현동) är en stadsdel i staden Daegu i den centrala delen av Sydkorea, 240 km sydost om huvudstaden Seoul. Den ligger i stadsdistriktet Dalseo-gu.

## Indelning
Administrativt är Songhyeon-dong indelat i:
| Namn    | Namn                 | Yta km² | Invånare 31 dec 2020 |
| ------- | -------------------- | ------- | -------------------- |
| 송현1동 | Songhyeon 1(il)-dong | 2,46    | 20 237               |
| 송현2동 | Songhyeon 2(i)-dong  | 0,97    | 19 069               |